# Coupe de France féminine 2020/21
Der Wettbewerb um die Coupe de France féminine in der Saison 2020/21 war die 20. Ausspielung des französischen Fußballpokals für Frauenmannschaften. Die Teilnahme daran ist generell nur für die Frauschaften der ersten bis dritten Liga verpflichtend.
Nachdem es Ende März 2021 aufgrund der erheblichen Einschränkungen, denen auch der Sportbetrieb – insbesondere gilt dies für den Amateursport – zur Bekämpfung der Coronavirus-Pandemie unterlag, zum endgültigen Abbruch des Wettbewerbs gekommen war, bestand für die Frauen von Olympique Lyon keine Möglichkeit mehr, ihren Vorjahrestitel zu verteidigen. Am Ende war es so in den landesweiten Hauptrunden lediglich zu sechs Begegnungen gekommen.
Der Wettbewerb wird nach dem klassischen Pokalmodus ausgetragen; das heißt insbesondere, dass die jeweiligen Spielpaarungen ohne Setzlisten oder eine leistungsmäßige beziehungsweise ab dem Achtelfinale ohne regionale Vorsortierung der Vereine aus sämtlichen noch im Wettbewerb befindlichen Klubs ausgelost werden und lediglich ein Spiel ausgetragen wird, an dessen Ende ein Sieger feststehen muss (und sei es durch ein Elfmeterschießen – eine Verlängerung bei unentschiedenem Stand nach 90 Minuten ist nicht vorgesehen), der sich dann für die nächste Runde qualifiziert, während der Verlierer ausscheidet. Auch das Heimrecht wird für jede Begegnung durch das Los ermittelt – mit Ausnahme des Finales, das auf neutralem Platz an jährlich wechselnden Orten stattfindet –, jedoch mit der Einschränkung, dass Klubs, die gegen eine mindestens zwei Ligastufen höher spielende Elf anzutreten haben, automatisch Heimrecht bekommen.
Nach Abschluss der von den regionalen Untergliederungen des Landesverbands FFF organisierten Qualifikationsrunden greifen die zwölf Erstligisten im Sechzehntelfinale in den Wettbewerb ein; bis 2017/18 mussten sie dies bereits im Zweiunddreißigstelfinale, der sogenannten zweiten Bundesrunde (Deuxième tour fédéral). Die 24 Zweitligisten sind bereits zwei Runden vorher (Premier tour fédéral oder erste Bundesrunde) beteiligt.
Die FFF hatte ursprünglich folgende Termine festgelegt:
- 1. Bundesrunde: 22. November 2020
- Zweiunddreißigstelfinale: 13. Dezember 2020
- Sechzehntelfinale: 10. Januar 2021
- Achtelfinale: 31. Januar 2021
- Viertelfinale: 7. März 2021
- Halbfinale: 20. März 2021
- Endspiel: 29. oder 30. Mai 2021 (Termin und Austragungsort sind noch zu fixieren)

Aufgrund des Fortdauerns der Coronavirus-Pandemie und der damit zusammenhängenden Einschränkungen hatte die FFF Mitte Dezember 2020 noch beschlossen, den Wettbewerbsablauf zu verändern. Danach sollten die zwölf Erstligisten am Wochenende 30./31. Januar 2021 im Sechzehntelfinale gegeneinander antreten, die sechs Sieger dann eine Runde später auf die zehn unterklassigen Frauschaften treffen, die sich bis dorthin – so die Hoffnung des Verbands – durchgesetzt haben. Ein neuer Terminplan sollte ebenfalls erstellt werden. Dazu kam es aber nicht mehr.

## Zweiunddreißigstelfinale
Nicht ausgetragen.

## Sechzehntelfinale
Erstligaweg
(Spiele am 29. bis 31. Januar 2021)
| - GPSO Issy (D1) – HSC Montpellier (D1) 2:1 - EA Guingamp (D1) – ASJ Soyaux (D1) 3:0 - FCO Dijon (D1) – Paris FC (D1) 1:1, 4:2 i. E. | - FC Fleury (D1) – Paris Saint-Germain FC (D1) 0:2 - Stade Reims (D1) – Olympique Lyon (D1) 0:5 - Girondins Bordeaux (D1) – Le Havre AC (D1) 5:0 |

Zweiter Weg
Nicht ausgetragen.